# Mérleg utca
A Mérleg utca Budapest V. kerületében, a Széchenyi István tér és az Október 6. utca között található.
Nevét onnan kapta, hogy ebben az utcában volt a városi hivatalos mérleg. 1838-ban Wage Gasse volt a neve. 1874 óta Mérleg utca a neve.

## Jelentősebb épületei
9. szám: háromemeletes klasszicista stílusú lakóház. Hild József tervezte 1839-ben Klopfinger János részére, majd 1852-ben háromemeletesre bővítette Makk Gusztáv számára. Ebben a házban volt a Nyugat első szerkesztősége.
11. szám: kétemeletes klasszicista saroklakóház, földszintjén falpillérekkel, felettük triglifsoros övpárkány. Első emelete felett meander-díszű szalag látható. Hild József építette Szapáryné Csáky Júlia részére 1837-ben.